# Miquan
Miquan (kinesiska: 弥泉, 弥泉乡) är en socken i Kina. Den ligger i provinsen Hunan, i den södra delen av landet, omkring 230 kilometer söder om provinshuvudstaden Changsha. Antalet invånare är 2231. Befolkningen består av 1 019 kvinnor och 1 212 män. Barn under 15 år utgör 23,0 %, vuxna 15-64 år 67 %, och äldre över 65 år 8,0 %.
Genomsnittlig årsnederbörd är 1 812 millimeter. Den regnigaste månaden är maj, med i genomsnitt 313 mm nederbörd, och den torraste är oktober, med 27 mm nederbörd.